# アラブ小説国際賞
アラブ小説国際賞（英語: International Prize for Arabic Fiction、IPAF、アラビア語: الجائزة العالمية للرواية العربية）、通称「アラブのブッカー賞」は、アラブ世界で最も権威ある文学賞とされている賞。
目的は、現代アラビア語による創作作品の優秀性を評価するとともに、受賞作および選考リスト入り作品を主要言語へ翻訳・出版することで、高品質なアラビア語文学の国際的な読者層を拡大することにある。賞金に加えて、IPAFは他の文学関連イニシアティブも支援しており、2009年には新進作家を対象にした初のナドワ（作家ワークショップ）を開催している。
本賞はロンドンに拠点を置くブッカー賞財団によって運営され、現在はアブダビ文化観光局（DCT）から資金提供を受けている。最終候補に残った6名の作家にはそれぞれ10,000米ドルが、受賞者にはさらに50,000米ドルが贈られる。